# Mikael Antell
Mikael Antell född 7 december 1968 i Vasa, är en finländsk diplomat som blev Finlands ambassadör i Oslo i september 2018.

## Biografi
Mikael Antell har varit anställd vid Finlands utrikesministerium sedan 1995. 
Från 2013 till 2018 var Antell minister och ställföreträdande beskickningschef vid Finlands ambassad i Stockholm. Åren 2003–2008 var Antell först ambassadsekreterare och sedan ambassadråd vid Finlands ambassad i Köpenhamn. Innan dess tjänstgjorde han under åren 2000–2003 som ställföreträdande beskickningschef på Finlands ambassad i Santiago de Chile.
Vid Finlands utrikesministerium har Antell tjänstgjort som EU-koordinator och biträdande chef på enheten för allmänna EU-frågor 2008–2010 samt som biträdande enhetschef för Nordeuropa med särskilt ansvar för relationerna till de nordiska länderna 2010–2013.
Mikael Antell har en magisterexamen i statsvetenskap. Han är gift och har två barn.

## Utmärkelser
- Riddartecknet av I klass av Finlands Lejons orden,  6 december 2011[1]
- Kommendör av Dannebrogorden,  4 april 2013[2]
- Riddare av Isländska falkorden,  28 maj 2013[3]
- Norska förtjänstordens storkors,  25 mars 2022[4]
- Kommendör av Nordstjärneorden[5]

[Redigera Wikidata]